# Slater (Missouri)
Slater is een plaats (city) in de Amerikaanse staat Missouri, en valt bestuurlijk gezien onder Saline County.

## Demografie
Bij de volkstelling in 2000 werd het aantal inwoners vastgesteld op 2083.
In 2006 is het aantal inwoners door het United States Census Bureau geschat op 1932, een daling van 151 (-7,2%).

## Geografie
Volgens het United States Census Bureau beslaat de plaats een oppervlakte van
3,7 km², geheel bestaande uit land. Slater ligt op ongeveer 259 m boven zeeniveau.

## Plaatsen in de nabije omgeving
De onderstaande figuur toont nabijgelegen plaatsen in een straal van 20 km rond Slater.